# Wellingborough (district)
Wellingborough is een Engels district in het shire-graafschap (non-metropolitan county OF county) Northamptonshire en telt 79.000 inwoners. De oppervlakte bedraagt 163 km². Hoofdplaats is Wellingborough.
Van de bevolking is 14,8% ouder dan 65 jaar. De werkloosheid bedraagt 3,2% van de beroepsbevolking (cijfers volkstelling 2001).

## Plaatsen in district Wellingborough
- Wellingborough

## Civil parishesin district Wellingborough
Bozeat, Earls Barton, Easton Maudit, Ecton, Finedon, Great Doddington, Great Harrowden, Grendon, Hardwick, Irchester, Isham, Little Harrowden, Mears Ashby, Orlingbury, Strixton, Sywell, Wilby, Wollaston.